# Go-Sai
Go-Sai (後西, 1638 — 1685) foi o 111º imperador do Japão, na lista tradicional de sucessão. Seu reinado abrangeu os anos de  1655 a 1663.

## Vida
Antes da ascensão ao Trono do Crisântemo, seu nome pessoal era Nagahito e seu título de pré-ascensão era Momozono-no-miya. Nagahito foi o oitavo filho do imperador Go-Mizunoo. Sua mãe foi Kushige Takako, que depois adotou o nome budista de Hōshunmon-in, mas foi criado como se fosse filho de Tōfuku-mon'in, a mãe da ex-imperatriz Meisho. O ex-imperador Go-Komyo também era seu meio-irmão.
Nagahito tornou-se imperador quando Go-Komyo morreu. Esta morte deixou o trono vago e a sucessão foi recebida por Nagahito. Pouco tempo depois, foi proclamado imperador Go-Sai. Ele tinha 18 anos quando ascendeu ao trono. Os anos do reinado de Go-Sai correspondiam ao período em que Tokugawa Ietsuna era o líder do xogunato Tokugawa.
Go-Sai se casou com a princesa Akiko, filha do primeiro líder da casa principesca Takamatsu-no-miya; depois da morte deste se tornou o segunda líder. A partir dai seu reinado passou a ter um caráter temporário até que seu irmão mais novo, o Príncipe Imperial Satohito (o futuro imperador Reigen) pudesse atingir a idade para se tornar imperador.
Em 1655 o novo embaixador do Reino de Joseon chegou ao Japão. Em 2 e 3 de março de 1657 ocorreu o Grande Incêndio de Meireiki, onde cidade de Edo foi devastado por um violento incêndio. Em 1659 inicia-se a construção da ponte de Ryogoku.
Em 1661 um incêndio consome totalmente o Palácio Imperial em Quioto, após o incêndio a família real passou cerca de dois anos morando na Mansão Konoe,  além disso o Gekū de Yamada foi seriamente danificado pelo fogo.
Em 20 de março de 1662 aconteceu um violento terremoto em Quioto que destruiu o túmulo do Taiko, Toyotomi Hideyoshi. Neste mesmo ano Go-Sai permitiu que Tosa Hiromichi um caligrafo e pintor da Escola Tosa, adotasse o nome Sumiyoshi, e assumindo a posição de pintor oficial do Sumiyoshi taisha.
Em 05 de março de 1663 o Go-Sai abdicou.  Com isso o príncipe imperial Satohito recebeu a sucessão e pouco tempo depois, foi proclamado imperador Reigen.
Após sua abdicação Go-Sai se dedicou aos estudos dos clássicos e a compor wakas escrevendo vários livros entre eles a Coleção Dia das Águas (水日集, Suinichishū).
Em 26 de março de 1685 o ex-imperador Go-Sai veio a falecer; e um grande cometa foi observado cruzando o céu durante a noite. Go-Sai passou a ser consagrado no mausoléu imperial nomeado Tsukinowa no misasagi, que está localizado em Sennyu-ji no bairro Higashiyama-ku em Quioto, o mesmo lugar onde seu pai (Go-Mizunoo) e seus irmãos (Meisho e Go-Komyo) são consagrados.